# Ravinia meinckeae
Ravinia meinckeae är en tvåvingeart som först beskrevs av Blanchard 1939.  Ravinia meinckeae ingår i släktet Ravinia och familjen köttflugor. Inga underarter finns listade i Catalogue of Life.